# 길자연
길자연(吉自延 ~ )은 대한민국의 개신교 장로교 목사이자, 총신대학교의 총장을 지낸 인물이다. 호는 덕연(德延)이다. 그는 평안남도 안주군에서 태어났다.
한국기독교총연합회 회장을 역임한 길자연 목사(71·사진)가 담임하는 왕성교회가 후임 담임 목사로 길 목사의 아들인 길요나(45) 목사를 선출해 담임 목사직을 세습하기로 결정했다고 한겨레가 29일 보도했다.

## 약력
- 2011년 3월 28일 서울중앙지법 재판부는 길자연 목사의 한기총 회장 직무를 정지하였다.[4] 그러나 재판부는 5개월 만인 8월 24일, 7월 7일에 열린 한기총 특별총회에서 길자연 목사를 대표회장으로 인준한 것을 받아들여 5개월만에 대표회장직에 복귀했다.

- 2011년 3월 3일 국가조찬기도회에서 '무릎 기도'를 제안하여 모두가 무릎꿇고 기도하자 이명박 대통령 역시 무릎을 꿇었다. 이 일로 한동안 여러 가지 외부적인 압력과 후폭풍에 시달렸다고 한다.[5]

## 외부 사이트
- 신학교까지 번진 한기총 해체운동